# Guanajatabeys
 (février 2010).
Si vous disposez d'ouvrages ou d'articles de référence ou si vous connaissez des sites web de qualité traitant du thème abordé ici, merci de compléter l'article en donnant les références utiles à sa vérifiabilité et en les liant à la section « Notes et références ».

Carte de la répartition géographique des Amérindiens d'Antilles.

Les Guanajatabeys (ou Guanahatabeys, Guacanabibes ou Guanahabibes ou encore Guanahatebeyes) étaient un peuple amérindien des Antilles, formant un des peuples autochtones de l'île de Cuba. On[Qui ?] estime que la population amérindienne précolombienne de l'île atteignit jusqu'à 100 000 personnes, pour une présence remontant au moins à la fin du XIe siècle av. J.-C.[réf. nécessaire] On les considère comme les premiers habitants de l'île, avant les Taïnos ou les Caraïbes. Peuple de chasseurs-cueilleurs puis agriculteurs, ces premiers Cubains cultivaient le cohiba (tabac), culture dont dépendrait un jour l'économie de l'île. Ils arrivèrent probablement à Cuba depuis l'Amérique du Sud. 

## Connaissances sur le peuple
Ce groupe culturel semble avoir coïncidé avec le groupe ethnique portant le nom de Guanajatabey, et avec le groupe linguistique auquel s'appliquerait ce nom. On pense que ce groupe ethnique était alors le reliquat d'un groupe ethnique auparavant plus étendu et plus peuplé. Les archéologues pensent en effet avoir découvert que le peuple désormais éteint, dont les Guanajatabeys étaient un reliquat, était auparavant largement répandu dans le Nouveau Monde[réf. nécessaire]. Toutefois, afin d'identifier ce grand peuple antérieur aux peuplements arawaks, le terme d'Archaïques, utilisé parmi d'autres par Alegria (1981:4-9), évite l'erreur de Harrington, tout comme le permet le terme de précéramique appliqué au contexte des Caraïbes. Néanmoins, ces deux termes restent trop généraux ; ils s'appliquent en effet indifféremment à des niveaux de développement ou à des périodes qui traversent tout le continent américain (Willey & Phillips, 1958). Il paraît alors préférable de rattacher le peuple et la culture guanajatabey aux Tekestas, voire aux groupes de peuples et de cultures préhistoriques connues sous le nom de Redondan Casimiroid (Rouse 1986, Chap. 5).

## Controverse
L'ethnonyme « Guanajatabey » est un de ceux au moyen duquel se désignaient les derniers représentants de ce peuple sur l'île. Nous savons qu'ils constituaient une communauté linguistique à part, puisque les interprètes de Christophe Colomb furent incapables de comprendre leur langue, lorsqu'ils les rencontrèrent à l'extrême ouest de l'île. L'organisation sociale des Guanajatabeys alors, repliés dans une zone peu hospitalière (correspondant aujourd'hui à la péninsule de Guanahacabibes, point le plus occidental de l'île, dans l'actuelle province de Pinar del Río), ressemblait apparemment à des « bandes » plutôt qu'à des villages, qui survivaient de chasse et de pêche, manquant de poterie. Il manquait également à ce peuple la confection de cemis (objets votifs représentant à la fois les déités et les esprits ancestraux), alors caractéristique des Taínos, tout comme leur faisait défaut l'esprit guerrier des Caraïbes. Malheureusement, les Guanajatabeys disparurent avant qu'ils aient pu être étudiés, rendant ainsi impossible l'étude de l'affiliation de leur langue. Il semble que leur langue n'était donc pas apparentée aux langues arawakiennes. Ainsi, lorsque Harrington (1921) les désignait sous le nom de Ciboneys, il usait alors d'un terme erroné, puisque les Amérindiens avaient utilisé ce nom pour se référer à une partie de la communauté linguistique Taíno, qui d'ailleurs domina les Guanajatabeys au cours de la Période II des Antilles.
Ce terme est considéré par certains archéologues et historiens comme synonyme de Ciboney. L'existence même de ces populations au moment du contact avec les européens est contestée par certains archéologues qui y voient plus l'expression d'un mythe taïno relayé par les chroniqueurs espagnols.